# 시모노페트라 수도원

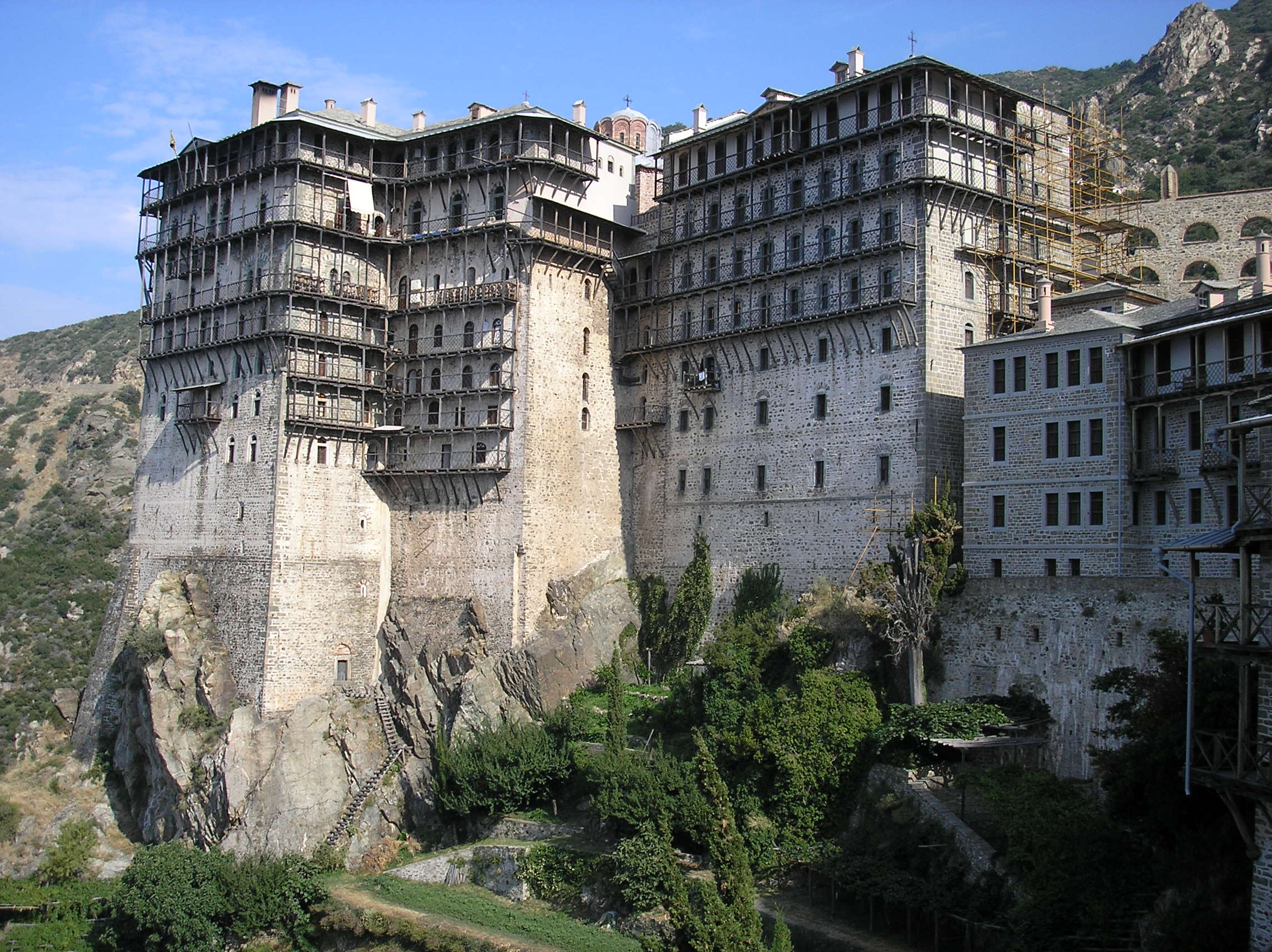
시모노페트라, 남쪽 전경

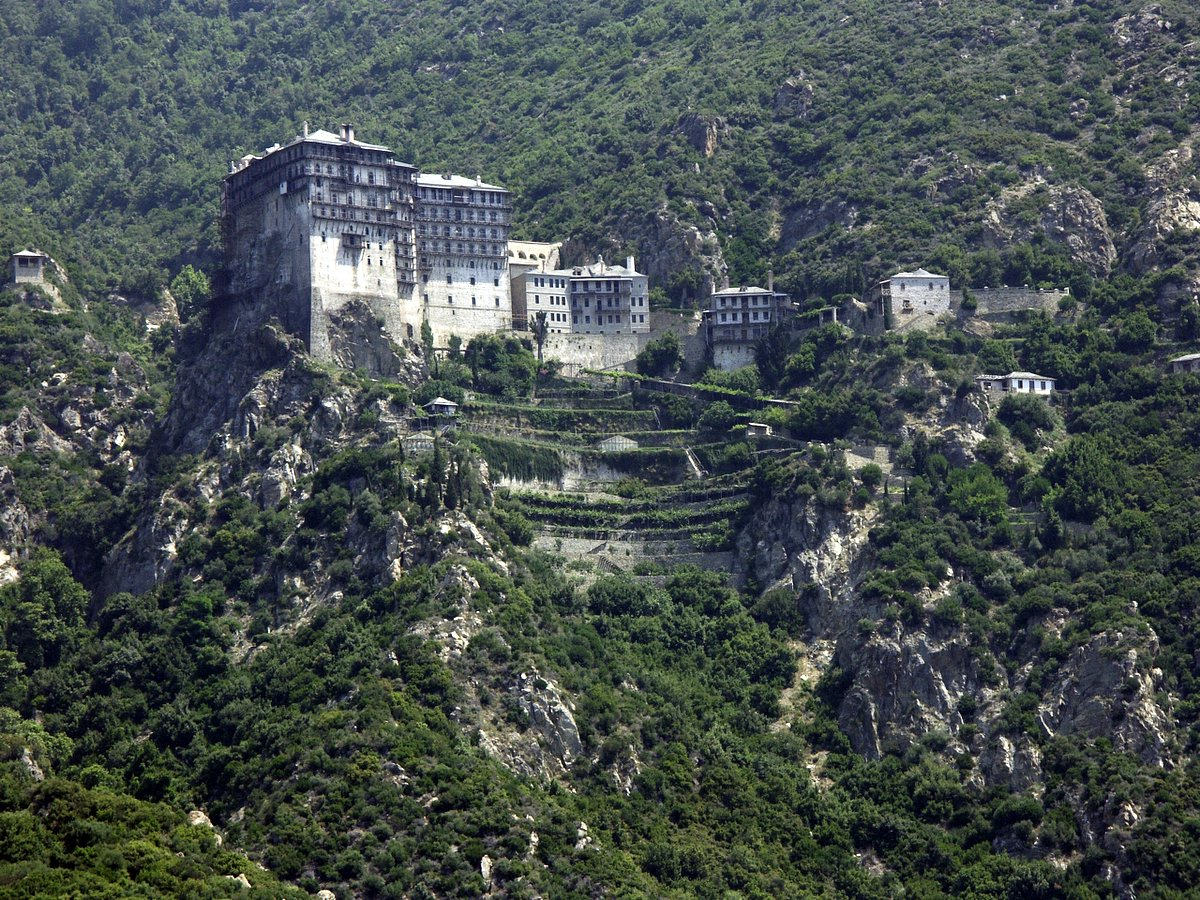
시모노페트라

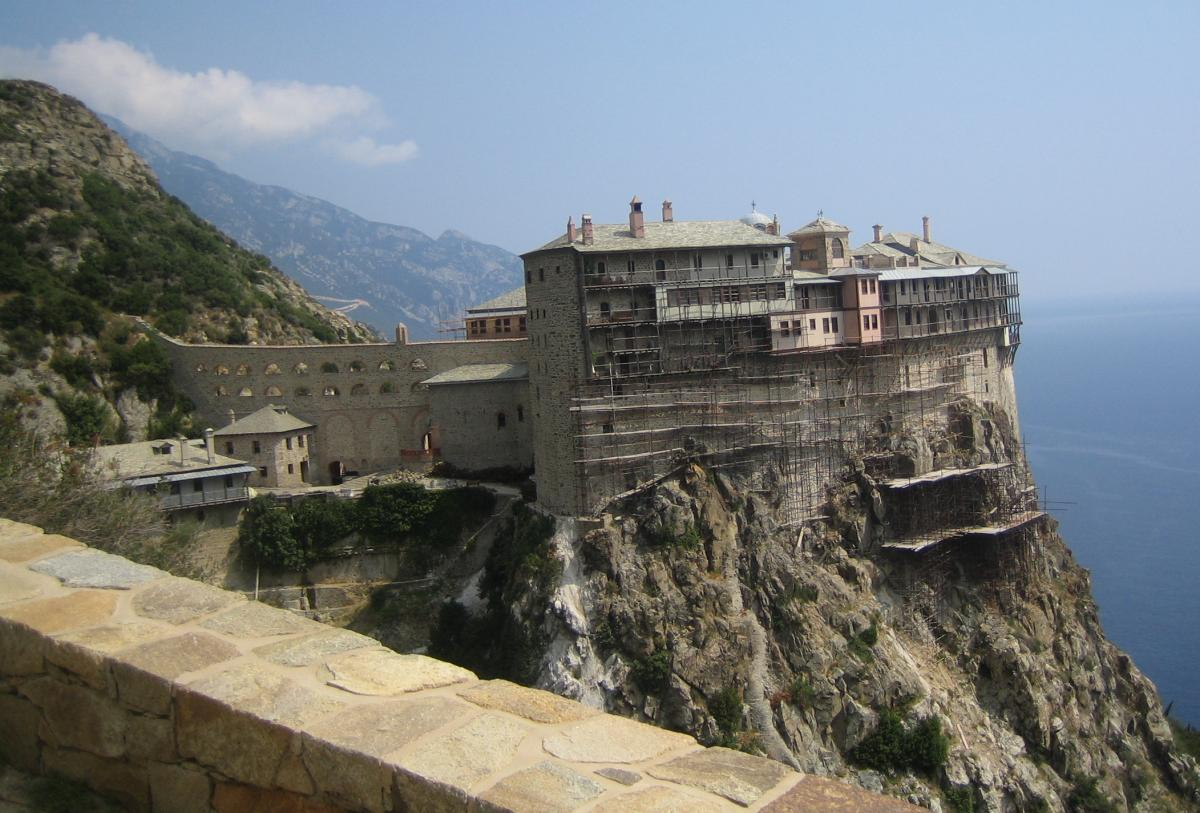
시모노페트라

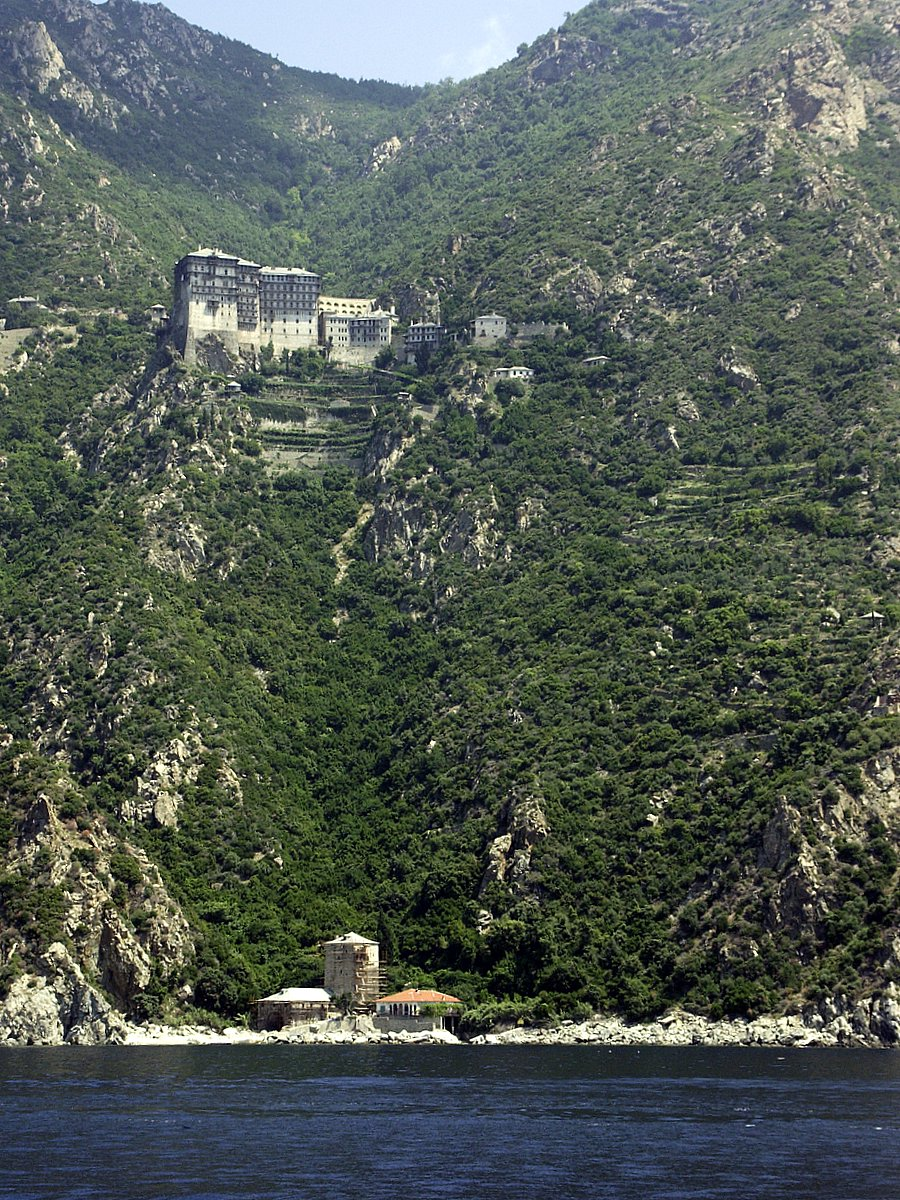
시모노페트라

시모노페트라 수도원(그리스어: Σιμωνόπετρα), "시몬의 바위"의 축어) 또는 시모노스 페트라 수도원(그리스어: Μονή Σίμωνος Πέτρας)은 그리스 아토스산 수도원 주에 있는 동방정교회 수도원이다. 시모노페트라는 아토니테 수도원들의 위계에서 열세 번째의 위치에 있다.
이 수도원은 아토스 반도의 남부 연안에, 다프니 항구와 오시우 그리고리우 수도원 사이에 자리잡고 있다. 일반적으로 아토스산의 남부 연안은 상당히 울퉁불퉁한 지형인데, 이 수도원이 건축된 특정 부지는 유난히 더 거친 지형이다. 이 수도원은 해상 330 미터 높이의 절벽에 매달린 것과 진배없이, 한 개의 커다란 바위의 꼭대기에 건축되었다. 오늘날 이 수도원에는 54명의 수사들이 있다.

## 역사
이 수도원은 13세기 동안에 시몬 아토니테에 의해 설립되었다. 후일에 그는 동방정교회에 의해 시몬 밀로호블레테스라는 이름의 오시오스로 시성되었다. 성전(聖傳)에 의하면, 근처 동굴에 기거하던 시몬의 꿈속에서 테오토코스가 나타나 그에게 그와 수도원을 보호하고 부양할 것을 약속하며 바위 꼭대기에 수도원을 건축하라고 지시했다고 한다. 본래의 수도원은 시몬에 의해 신 베들레헴(그리스어: Νέα Βηθλεέμ)이라고 불렸고 지금까지도 예수의 탄생에 봉헌된다.
1364년에, 세르비아인 데스포트 조반 우글례사는 수도원의 보수와 보수에 자금을 댔다. 1581년에, 시모노페트라는 화제로 파괴되었고, 그 때에 상당수의 수사들이 죽었다. 이 수도원의 대수도원장인 에베니오스는 수도원 재건축 자금의 증가를 희망하는 다누비아의 공국들을 방문했다. 가장 중요한 기증자는 왈라키아의 왕자인 용감한 미카엘로, 그는 수도원에 돈 뿐만아니라 큰 넓이의 토지도 기부했다. 후년에 가서, 1626년에도 화재가 발생 했고, 1891년에는 마지막 대화재가 발생했다. 그 이후에 이 수도원은 현재의 형태로 재건축되었다.
최근 몇 세기 동안에, 이 수도원의 수사들은 소아시아에 있는 이오니아에서 왔다고 전해진다. 그러나, 20세기 중엽 동안에, 새로운 수사들의 유입이 대거 감소함으로 인하여 수사단의 인원도 매우 적었다. 1973년에 아토니테 공동체가 버려진 대부분의 수도원들에 다시 사람이 거주하게 하겠다고 결정하였으므로, 현재의 번영하는 수사단은 메테오라에 있는 대 메테오라의 성 수도원에서 비롯된다.

## 건축
이 수도원은 몇 채의 다층 건물들과, 시몬에 의해 건축된 최초 건조물의 자리에 있는 본건물로 구성되어 있다. 본건물은 "이 반도에서 가장 대담한 건조물"로 설명된다. 시모노페트라의 수사들은 전통적으로 층수를 맨 윗층에서 앤 아랫층의 순으로 센다. 그러므로, 꼭대기 층이 첫 번째 층이고 맨 아랫 층이 마지막 층이다. 이 수도원은 밑에 있는 거대한 바위 꼭대기에 건축되었고 그 바위는 아래의 층들로 통한다.
시몬의 최초 건조물의 확장과 개발은 거의 항상 수도원의 대화재들 다음에 한 차례씩 있었다. 1580년의 화재 이후에 대수도원장 에브게니오스에 의해 모아진 자금으로, 서쪽 건물이 건립됐다. 동쪽의 건물은 1891년의 화재 이후에 대개 러시아에서 늘어난 자금으로 건축되었다.

## 성가대
최근 몇 년 새, 시모노페트라의 성가대는 비잔티움 음악 전문가들과 애호가들 사이에서의 명성이 커져 왔다. 이 수도원은 성가대에 의해 녹음된 일련의 성직자 비잔티움 성가집 음반들을 발매해 왔다. 그것들 중에 아그니 파르테네가 가장 인기있고 그 성가대와 이 수도원의 광범위한 인정을 얻게 했다.

### 음반들
- 시편의 찬미가(Hymns from the Psalter, 1990)
- 순결하신 동정녀시여(O Pure Virgin (Agni Parthene, 1990)
- 성찬전례(Divine Liturgy, 1999)
- 위대한 저녁 기도(Great Vespers, 1999)
- 파라클레시스(Paraklesis, 1999)
- 성 시몬의 봉사(Service of Saint Simon, 1999)
- 일요일 아침 기도(오르트로스)(Sunday Matins (Orthros), 1999)
- 성 실루안 아토니테의 봉사(Service of St. Silouan the Athonite, 2004)

## 참조
1. ↑  “mountathos.gr”. 2007년 1월 8일에 원본 문서에서 보존된 문서. 2006년 10월 21일에 확인함.
2. ↑  “그리스 문화부”. 2006년 10월 29일에 원본 문서에서 보존된 문서. 2006년 10월 29일에 확인함.